# Antalovți, Ujhorod
Antalovți (în ucraineană Анталовці) este un sat în comuna Hudlovo din raionul Ujhorod, regiunea Transcarpatia, Ucraina.

## Demografie
Componența lingvistică a localității Antalovți
     Ucraineană (88,86%)
     Slovacă (9,35%)
     Alte limbi (1,5%)
Conform recensământului din 2001, majoritatea populației localității Antalovți era vorbitoare de ucraineană (88,86%), existând în minoritate și vorbitori de slovacă (9,35%).